# Енді Салліван
Енді Морін Салліван (народилася 20 грудня 1995) — американська професійна футболістка, яка грає на позиції півзахисника клубу Національної жіночої футбольної ліги «Вашингтон Спірит» і жіночої національної збірної США.

## Раннє життя
Виросла в Лортоні, штат Вірджинія, Салліван є наймолодшою із чотирьох братів і сестер. Навчалася в середній школі округу Саут. Вона грала в клубний футбол за Lee Mount Vernon, Bethesda Soccer Club (Freedom) і McLean Youth Soccer. У 2013 році Національна асоціація футбольних тренерів Америки (NSCAA) визнала її найкращим молодим гравцем року. Top Drawer Soccer оцінив її як найкращого новобранця коледжу.

### Стенфордський кардинал, 2014—2017
Під час свого першого сезону у 2014 році Салліван вийшла в стартовому складі у 23 з 24 матчів, у яких вона грала. Вона забила свій перший гол за «Кардинал» у матчі проти університету Дейтона та віддала чотири гольові передачі протягом сезону, посівши третє місце в команді. Вона увійшла до першої команди першокурсників у Top Drawer Soccer, а також до першої команди Pac-12 і другої команди Тихоокеанського регіону NSCAA. Вона також була нагороджена Pac-12 Першокурсником року та названа Національним першокурсником року за версією Top Drawer Soccer і Soccer America.
Другокурсницею Салліван зіграла і стартувала у всіх 23 іграх. Вона забила 5 голів, у тому числі три переможних, і віддала 2 гольові передачі. У молодшому віці Салліван посідала перше місце в Стенфорді за кількістю очок (29), голів (11) і переможних голів (4). Вона була названа найкращим гравцем року в Pac-12 і третій сезон поспіль отримала відзнаку першої команди All-Pac-12.
Ставши старшою, Салліван забила три голи та шість асистів і привела Стенфорд до другого національного чемпіонату, забивши у фіналі Кубка коледжу. Вона виграла Hermann Trophy після того, як була фіналісткою у 2016 році та півфіналісткою у 2015 році.

## Клубна кар'єра

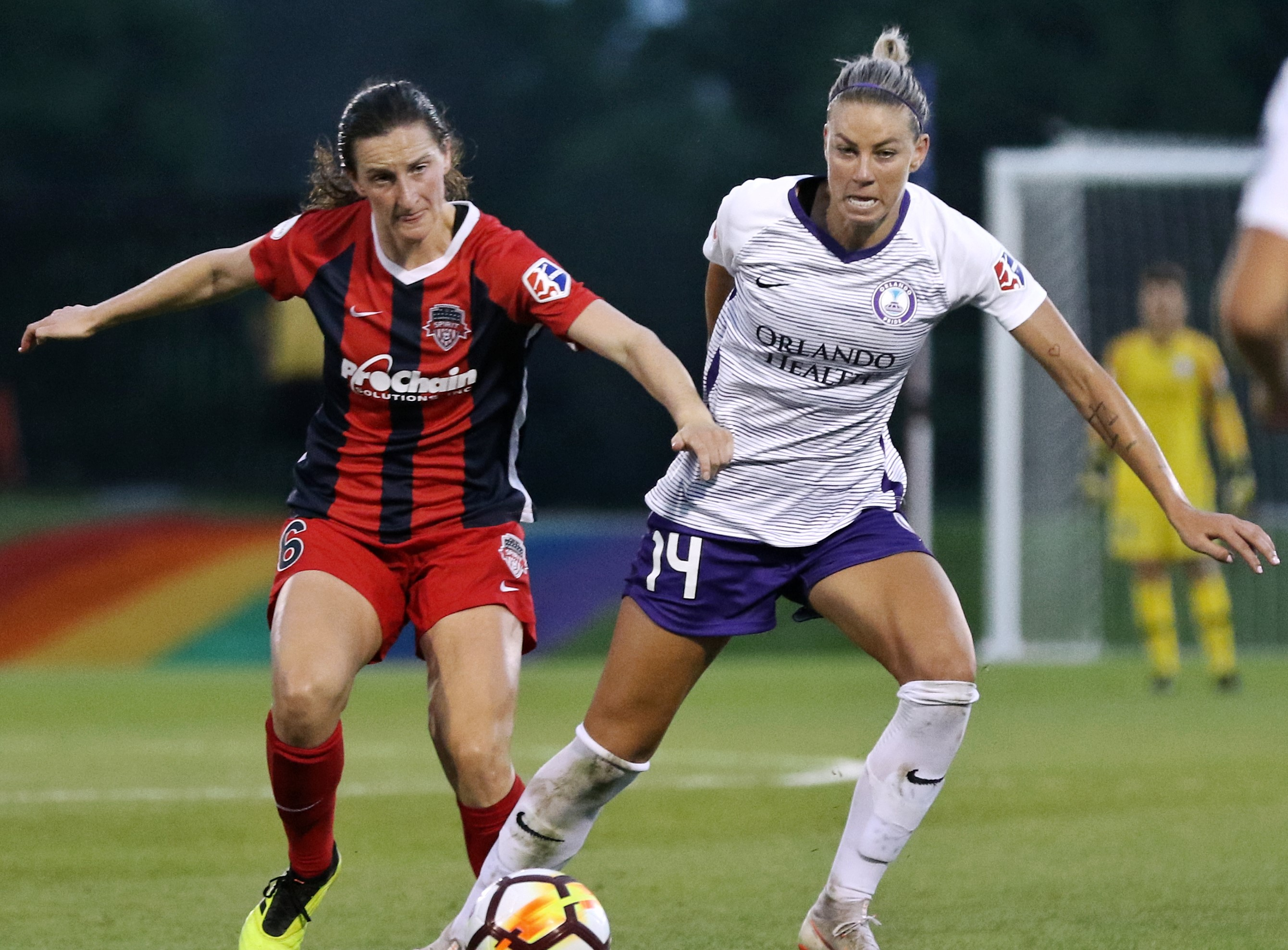
Салліван (ліворуч) і Аланна Кеннеді борються за м'яч у матчі між Washington Spirit і Orlando Pride 23 червня 2018 року.

### Washington Spirit Reserves, 2012—2015
Салліван грала в USL W-League протягом сезонів 2012—2015. Вона грала з DC United Women у 2012 році, який пізніше був перейменований на Washington Spirit Reserves на сезони 2013—2015.

### Washington Spirit, 2018–тепер
18 січня 2018 року Салліван було обрано під номером один на драфті коледжу NWSL 2018 Washington Spirit. Салліван з'являлася в кожній грі за Spirit, за винятком останньої гри сезону, яку вона пропустила, оскільки завершувала Кубок Північної Європи з U-23 США.
Салліван була названа фіналістом номінації «Новачок року» NWSL 2018, вона посіла друге місце в голосуванні за нагороду після переможниці Імані Дорсі.
Вона повернулася до Вашингтона на сезон NWSL 2019 і була призначена капітаном команди.

## Міжнародна кар'єра

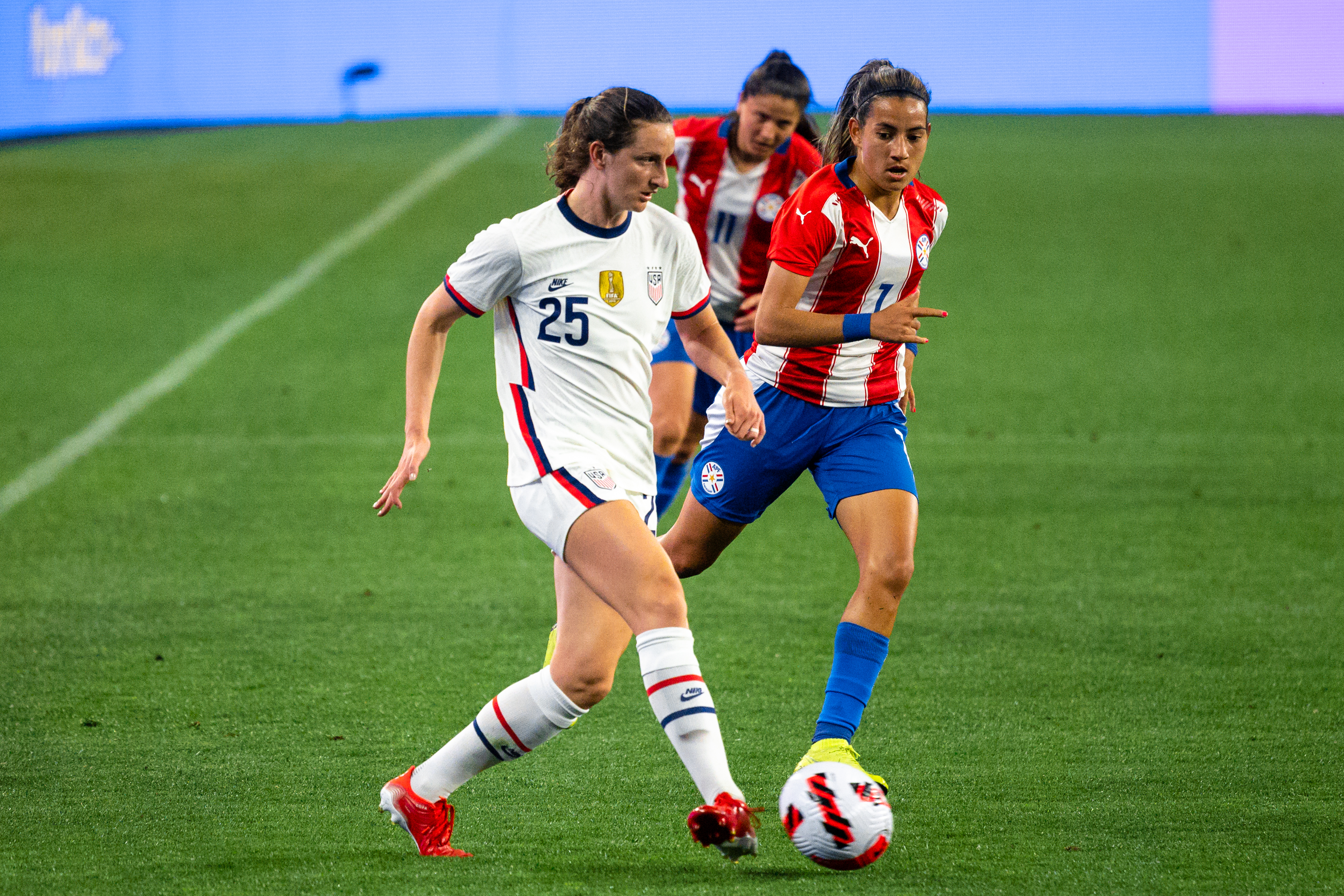
Салліван виступає за США у 2021 році

### Молодіжні збірні
Салліван представляла Сполучені Штати у старшій національній збірній, а також у національних збірних до 15, до 17, до 20 і до 23 років. Салліван виступала за Сполучені Штати на Чемпіонаті CONCACAF серед жінок U-17 у Гватемалі 2012 року, де вона допомогла національній збірній до 17 років виграти золото. Будучи наймолодшим гравцем у реєстрі національної збірної до 20 років на чемпіонаті CONCACAF серед жінок U-20 2014, вона була одним із капітанів команди до участі в жіночому чемпіонаті світу 2014 FIFA U-20.
23 серпня 2018 року її включили до збірної Сполучених Штатів U-23 на Північний турнір 2018 року.

### Старша збірна
19 жовтня 2016 року вона здобула свій перший матч за старшу національну збірну під час міжнародного товариського матчу проти Швейцарії та отримала звання найкращого гравця за свою дивовижну гру. Вона заробила свою першу результативну передачу через кілька днів, 23 жовтня 2016 року. Потім вона зіграла ще у двох матчах 10 і 13 листопада, де віддала ще одну гольову передачу. Однак через кілька днів під час матчу в коледжі 18 листопада 2016 року вона порвала ACL і пропустила значну частину року через травму, але повернулася до національної збірної 19 жовтня 2017 року.
Салліван було включено до списку з 23 гравців на SheBelieves Cup 2018, США вдруге виграли турнір. Вона була в попередньому списку з 35 гравців на Чемпіонаті CONCACAF серед жінок 2018, проте не була включена до остаточного списку з 20 гравців.
У 2019 році Салліван спочатку не було включено до реєстру табору в січні, але було додано до реєстру головним тренером Джил Елліс. Салліван також було включено до команди на SheBelieves Cup 2019.

## Особисте життя
4 грудня 2019 року Салліван вийшла заміж за Дрю Скундріча.

## Статистика кар'єри

### Клуб
Станом на 1 травня 2024
| Club              | Season       | League       | League | League | Cup  | Cup   | Playoffs | Playoffs | Other | Other | Total | Total |
| Club              | Season       | Division     | Apps   | Goals  | Apps | Goals | Apps     | Goals    | Apps  | Goals | Apps  | Goals |
| ----------------- | ------------ | ------------ | ------ | ------ | ---- | ----- | -------- | -------- | ----- | ----- | ----- | ----- |
| Washington Spirit | 2018         | NWSL         | 23     | 0      | —    | —     | —        | —        | —     | —     | 23    | 0     |
| Washington Spirit | 2019         | NWSL         | 23     | 2      | —    | —     | —        | —        | —     | —     | 23    | 2     |
| Washington Spirit | 2020         | NWSL         | —      | —      | 4    | 0     | —        | —        | 0     | 0     | 4     | 0     |
| Washington Spirit | 2021         | NWSL         | 19     | 2      | 2    | 0     | 3        | 1        | —     | —     | 24    | 3     |
| Washington Spirit | 2022         | NWSL         | 12     | 1      | 4    | 1     | —        | —        | —     | —     | 16    | 2     |
| Washington Spirit | 2023         | NWSL         | 19     | 0      | 1    | 0     | —        | —        | —     | —     | 20    | 0     |
| Washington Spirit | 2024         | NWSL         | 7      | 1      | —    | —     | —        | —        | —     | —     | 7     | 1     |
| Career total      | Career total | Career total | 103    | 6      | 11   | 1     | 3        | 1        | 0     | 0     | 117   | 8     |

### Міжнародний
Станом на  26  жовтня 2023
| Національна команда | рік    | програми | Цілі |
| ------------------- | ------ | -------- | ---- |
| США                 |        |          |      |
| 2016 рік            | 4      | 0        |      |
| 2017 рік            | 3      | 0        |      |
| 2018 рік            | 4      | 0        |      |
| 2019 рік            | 4      | 0        |      |
| 2020 рік            | 1      | 0        |      |
| 2021 рік            | 6      | 2        |      |
| 2022 рік            | 15     | 1        |      |
| 2023 рік            | 15     | 0        |      |
| Всього              | Всього | 52       | 3    |

Рахунки та результати перераховують першу кількість голів Сполучених Штатів, колонка з результатами вказує рахунок після кожного голу Салліван.
| немає | Дата | Місце проведення     | Суперник | Оцінка | Результат | Конкуренція | Ref.    |
| ----- | ---- | -------------------- | --- | ------ | --------- | ----------- | ------- |
| 1     | 1996 | Клівленд, Огайо, США | [[Жіноча збірна Шаблон:Назва країни РВ Paraguay з футболу\|Парагвай]]</img> [[Жіноча збірна Шаблон:Назва країни РВ Paraguay з футболу\|Парагвай]]         | 3–0    | 9–0       | дружній     | [ m 1 ] |
| 2     | 1996 | Клівленд, Огайо, США | [[Жіноча збірна Шаблон:Назва країни РВ Paraguay з футболу\|Парагвай]]</img> [[Жіноча збірна Шаблон:Назва країни РВ Paraguay з футболу\|Парагвай]]         | 7–0    | 9–0       | дружній     | [ m 1 ] |
| 3     | 2009 | Колумбус, Огайо, США | [[Жіноча збірна Шаблон:Назва країни РВ Uzbekistan з футболу\|Узбекистан]]</img> [[Жіноча збірна Шаблон:Назва країни РВ Uzbekistan з футболу\|Узбекистан]] | 1–0    | 9–1       | дружній     | [ m 2 ] |

## Відзнаки та нагороди
Стенфордський університет
CONCACAF
- Чемпіонат NCAA з футболу серед жінок : 2017

Дух Вашингтона
- Чемпіонат NWSL : 2021[24]

США U17
- Чемпіонат CONCACAF серед жінок U-17 : 2012

- Чемпіонат CONCACAF[en] серед жінок U-20 : 2014

- Чемпіонат CONCACAF[en] серед жінок : 2022[25]
- Олімпійський кваліфікаційний турнір CONCACAF серед жінок : 2020[26]
- SheBelieves Cup : 2018 ;[27] 2020 рік ;[28] 2022 рік ;[29] 2023[30]

Індивідуальний
- Pac-12 Першокурсник року: 2014
- Hermann Trophy : 2017[31]
- Honda Sports Award : 2017[32][33]
- espnW Гравець тижня: листопад 2016[34]

### Звіти про матчі
1. ↑  Carli Lloyd Nets Record-tying Five Goals as U.S. Women's National Team Tops Paraguay 9-0. U.S. Soccer. 16 вересня 2021. Архів оригіналу за 23 березня 2022. Процитовано 18 вересня 2021.
2. ↑  U.S. Women's National Team Defeats Uzbekistan 9-1 as Forward Sophia Smith Records First Career Hat Trick. U.S. Soccer. 9 квітня 2022. Архів оригіналу за 22 серпня 2023. Процитовано 12 квітня 2022.